# Мастер Сан-Мартино
Мастер Сан-Мартино (итал. Maestro di San Martino; работал в 1265—1290 годах в Пизе) — живописец итальянского проторенессанса луккано-пизанской школы.
Мастером Сан-Мартино учёные назвали художника — автора большой алтарной картины, которая ранее находилась в церкви Сан-Мартино (ныне в Музее Сан-Маттео, Пиза). На ней изображена Мадонна с Младенцем на троне, а с правой и левой стороны от Неё — 12 клейм со сценами из жизни святых Иоакима и Анны.
Фигура Мастера Сан-Мартино — самая загадочная во всей пизанской живописи XIII века. С одной стороны, его творчество можно считать высшей точкой развития пизанской живописной школы, с другой, о нём совершенно ничего не известно, поскольку до сих пор исследователи не могут прийти к единому мнению с какой конкретной исторической фигурой его можно идентифицировать. На этот счёт высказывались разные предположения, одни считали, что произведения, созданные этим мастером, написал Чимабуэ, другие считали, что их автор — художник Раньери ди Уголино, сын Уголино ди Тедиче. Высказывалась ещё одна гипотеза, что таинственный Мастер Сан-Мартино — это тот же художник, который расписал крипту в Ананьи в 1250—60-х годах. Однако тонкий искусствоведческий анализ приводит к выводу, что это оригинальный мастер, в творчестве которого просматривается множество точек соприкосновения с искусством Чимабуэ. В качестве самой последней версии (2005 год), которая основана на тщательнейшем анализе произведений из пизанского музея Сан-Маттео, можно привести заключение учёных, что Мастер Сан-Мартино и Уголино ди Тедиче — это один и тот же художник. Он работал в характерной для второй половины века византийской манере, влияние которой особенно заметно в мелких сценах (в клеймах), создавая самостоятельные вариации на её темы. В картинах Мастера Сан-Мартино просматривается влияние скульптуры Никколо Пизано.
Самой ранней работой этого художника большинство учёных признаёт «Мадонну с младенцем» из пизанской церкви Сан-Бьяджо-ин-Чизанелло, в ней ощущается влияние художественных новаций 1260—70-х годов, введённых Коппо ди Марковальдо. Однако самые выдающиеся его произведения — это «Св. Анна» и «Мадонна с младенцем на троне» из музея Сан-Маттео, Пиза. Сегодня его кисти приписывается несколько работ: «Мадонна с младенцем на троне» (1270—90 года. Пиза, музей Сан-Маттео), «Мадонна с младенцем» (ок. 1265 года. Пиза, церковь Сан-Бьяджо-ин-Чизанелло), «Св. Анна» (1270—90 года. Пиза, музей Сан-Маттео), «Благословляющий Пантократор» (ок. 1285 года. Пиза, музей Сан-Маттео), «Мадонна с младенцем на троне» (Флоренция, коллекция Актон) и миниатюры к «Экзультету № 3» (Пиза, музей Сан-Маттео). Мастер Сан-Мартино был выдающимся пизанским художником, и наряду с Джунта Пизано, Коппо ди Марковальдо и Чимабуэ, оказал влияние на развитие тосканской живописи последней трети XIII века. Исследователи отмечают, что особенно сильное влияние он оказал на Чимабуэ — художника, стоявшего у истоков Проторенессанса.